# Hiswill Awuah
Hiswill Awuah (* 14. August 2000 in Hamburg) ist ein deutscher American-Football-Spieler auf der Position des Defensive Tackles. Seit der Saison 2023 steht er bei den Munich Ravens in der European League of Football (ELF) unter Vertrag.

## Werdegang
Awuah, dessen Eltern aus Ghana stammen, war bis zu seinem 15. Lebensjahr im Handball aktiv. Durch seinen Freund Simon Homadi kam er 2015 zum American Football und begann in der Jugend der Hamburg Huskies. Mit den Young Huskies erreichte er 2017 und 2018 das Viertelfinale der GFL-Juniors-Playoffs. Nach Abschluss der Juniorensaison 2019 debütierte Awuah bei den Huskies in der GFL 2. In zwei Spielen erzielte er sieben Tackles, davon drei für Raumverlust, und einen Sack.
Zur Premierensaison der European League of Football 2021 wurde Awuah von den Hamburg Sea Devils verpflichtet. Unter Headcoach Andreas Nommensen und Defensive Coordinator Kendral Ellison entwickelte sich Awuah über die Saison hinweg zum Starter auf der Position des Nose Tackles. In insgesamt elf Spielen erzielte er 14 Tackles, einen Sack und nahm zudem einen Fumble auf. Mit den Sea Devils gewann er die Nord-Division und erreichte das Finale, welches jedoch knapp mit 30:32 gegen die Frankfurt Galaxy verloren ging. Nach Abschluss der Saison wurde er teamintern als Rookie des Jahres ausgezeichnet. Zudem war Awuah unter den drei nominierten für die Auszeichnung des ELF Defensive Rookie des Jahres. Ende Januar 2022 gaben die Sea Devils die Verlängerung mit Awuah um eine weitere Saison bekannt.

## Privates
Awuah ist ehrenamtlich als Sozialarbeiter im Jugendzentrum Streetlife in Rahlstedt tätig.